# Jamie Miller (chanteur)
 (avril 2023).
Jamie Miller (né le 9 septembre 1997 à Cardiff, au Pays de Galles) est un chanteur et auteur-compositeur britannique.

## Biographie
Miller est né à Cardiff, au Pays de Galles, avec sa mère, son père et ses deux sœurs et a commencé à chanter à l'école primaire.
Miller commence sa carrière de chanteur alors qu'il n'était qu'un élève du primaire. Au début, Jamie s'est inscrit à The X Factor UK, mais malheureusement, il n'a pas réussi l'audition. Mais plusieurs fois plus tard, en 2017, Jamie a tenté un autre coup en rejoignant une audition de The Voice UK dans sa sixième saison. Miller a passé avec succès l'audition et a été directement choisi pour faire partie de l'équipe de Jennifer Hudson. 
Après avoir rejoint The Voice, il a toujours réussi diverses sélections, à commencer par l'audition à l'aveugle, la ronde de bataille, le spectacle en direct, les demi-finales et la finale. Il a obtenu les 3 premières positions dans l'épisode final. Miller poursuit sa passion pour la musique en réalisant des reprises de chansons de divers artistes, tels que Lewis Capaldi, Sam Smith et Adele. Plus tard, il reçoit une offre de signer avec Atlantic Records pour une carrière solo. Il a finalement fait ses débuts en tant que chanteur en 2020, lorsqu'il a sorti son premier single intitulé City That Never Sleeps en juillet 2020.
Miller a ensuite fait des sorties pour ses prochains singles, tels que Onto Something (2020), Hold You 'Til We're Old (2021) et Here's Your Perfect (2021) (plusieurs fois classé notamment en Indonésie). Son single Running Out of Roses atteint la 15e place des charts norvégiens et la 78e place des charts suédois en 2021.

## Discographie

### Albums studio
- 2022 : Broken Memories[5]

### Singles
- 2020 : The City That Never Sleeps
- 2020 : All I Want for Christmas Is You
- 2020 : Onto Something
- 2021 : Hold You 'Til We're Old
- 2021 : Here's Your Perfect
- 2021 : Running Out of Roses (avec Alan Walker) (15e en Norvège, 78e en Suède[4])
- 2022 : I Lost Myself In Loving You[6]
- 2022 : Last Call